# Lange lijzen

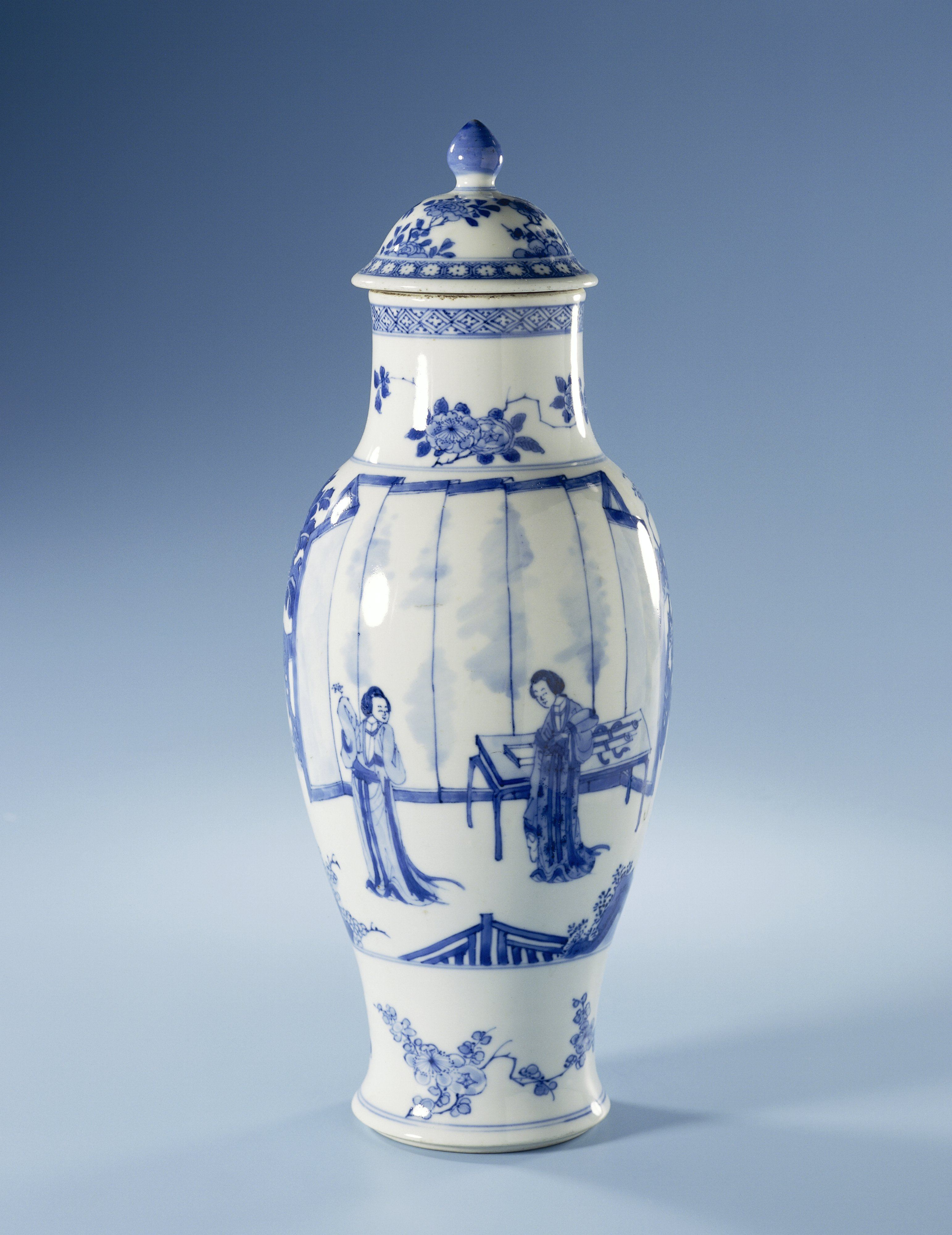
Biało-niebieski dzban z pokrywką i z lange lijzen z okresu dynastii Qing, ok. 1700–1720

Lange lijzen (l.poj. lange lijs) – motyw zdobniczy w postaci przedstawień wytwornych dam o wydłużonych sylwetkach, stosowany na powierzchni oryginalnych wyrobów z chińskiej porcelany.
Termin pochodzi z języka holenderskiego i był stosowany dla określenia pewnego typu zdobnictwa oryginalnej porcelany, eksportowanej z Chin w XVII wieku w ramach Holenderskiej Kompanii Wschodnioindyjskiej przez Holandię, jako kraj rozprowadzający wyroby porcelanowe w Europie północno-zachodniej.
W języku holenderskim Lijs stanowi skrót od kobiecego imienia Lijzebet, czyli Elizabeth lub Elisabeth, które określa także kobietę jako taką, w ogólności.
W XX wieku holenderskie określenie tego typu dekoracji chińskiej porcelany zostało umiędzynarodowione, tzn. przyjęło się w innych językach w pracach historyczno-badawczych, głównie w języku angielskim, gdzie zostało także przetłumaczone jako long Eliza (l.mn. long Elizas). Obecnie termin jest używany przez kolekcjonerów porcelany, jej znawców, historyków sztuki i domy aukcyjne.